# Jim Davis (Politiker)

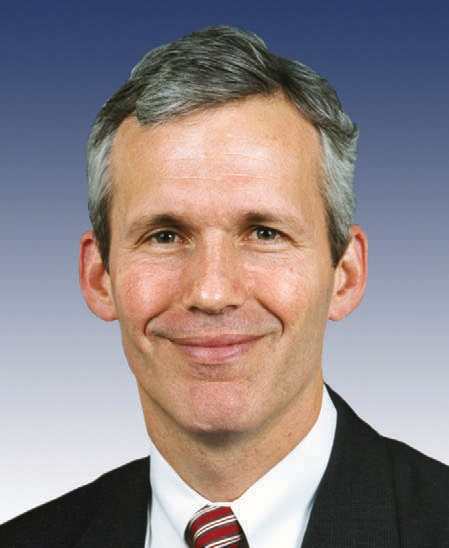
Jim Davis

James Oscar „Jim“ Davis (* 11. Oktober 1957 in Tampa, Florida) ist ein US-amerikanischer Politiker. Zwischen 1997 und 2007 vertrat er den Bundesstaat Florida im US-Repräsentantenhaus.

## Werdegang
Jim Davis besuchte bis 1975 die Jesuit High School in Tampa und studierte danach bis 1979 an der Washington and Lee University in Lexington (Virginia). Nach einem anschließenden Jurastudium am College of Law der University of Florida in Gainesville und seiner im Jahr 1982 erfolgten Zulassung als Rechtsanwalt begann er in seinem neuen Beruf zu arbeiten. Im Jahr 1988 trat er in eine große Anwaltskanzlei in Tampa ein.
Politisch schloss sich Davis der Demokratischen Partei an. Zwischen 1988 und 1996 saß er als Abgeordneter im Repräsentantenhaus von Florida, wo er zwischen 1994 und 1996 die demokratische Fraktion führte. Bei den Kongresswahlen des Jahres 1996 wurde er im elften Wahlbezirk von Florida in das US-Repräsentantenhaus in Washington, D.C. gewählt, wo er am 3. Januar 1997 die Nachfolge von Sam Gibbons antrat. Nach vier Wiederwahlen konnte er bis zum 3. Januar 2007 fünf Legislaturperioden im Kongress absolvieren. Im Jahr 2002 war er einer von 81 demokratischen Kongressabgeordneten, die für den Irakkrieg stimmten.
2006 verzichtete Davis auf eine weitere Kongresskandidatur. Stattdessen bewarb er sich erfolglos um das Amt des Gouverneurs von Florida: Er kam auf 45,1 Prozent der Stimmen und unterlag damit dem siegreichen Republikaner Charlie Crist. Seit 2007 arbeitet er in einer Anwaltskanzlei in Tampa. Im Jahr 2010 wurde über eine mögliche Kandidatur von Davis im März 2011 für das Amt des Bürgermeisters von Tampa spekuliert, die dann aber ausblieb. Jim Davis ist verheiratet und lebt mit seiner Familie in Tampa.